# サンフランシスコ禅センター

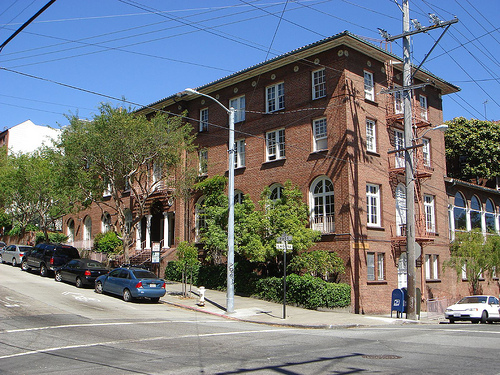
サンフランシスコ禅センター

サンフランシスコ禅センター（略称:SFZC）は、サンフランシスコのベイエリアにある、曹洞宗の研修施設。
組織としては、初心者向けの瞑想寺院と、長期滞在用のタサハラ禅マウンテンセンター（禅心寺、en:Tassajara Zen Mountain Center）、有機農園のグリーン・ガルチ農園（蒼龍寺、en:Green Gulch Farm Zen Center）で構成される。

## 沿革

### 開創の経緯
1959年5月23日、鈴木俊隆が日本より日本街にある桑港寺住職に着任した。1961年には彼の妻の鈴木みつも日本より来た。
桑港寺は磯部峰仙が1934年に、現在は老人ホームとなっている旧シナゴークに開設された曹洞宗の寺院で、鈴木の赴任時は、日系アメリカ人の信徒で占められていた。
鈴木の着任時は、丁度ビート・ジェネレーションと60年代の社会運動の最後の波で、その動きがサンフランシスコにも来ていた。やがて桑港寺にも、それらの非日系人が朝、坐禅をしに来るようになった。彼らはすぐに定期的に参禅するようになり、その数は日系人を超えるまでになった。そして、それは桑港寺の信徒内部に対立をもたらした。
そこで、1961年に、桑港寺内ではあったものの、西洋人の参禅者を対象として別個に指導するようにしたところ、対立は緩和された。
その後、1962年に、禅センターとして結実した 。

### 鈴木時代
60年代半ばには、参禅者は急速に増加した。鈴木は彼らのために2,3年以内に、より坐禅に集中出来るよう、修行道場の設立を決めた。

#### タサハラ禅マウンテンセンター創設
そして1966年に、鈴木と高弟のゼンテツ・リチャード・ベーカーは、カリフォルニア州ビッグ・サー海岸のロス・パドレス国立公園内のタサハラ温泉にその場所を選んだ。翌1967年に、ベーカーらの募金活動によって、その土地を購入した。そうして設立されたタサハラ禅マウンテンセンター（禅心寺）は、アメリカで最初の禅の修行道場となった。
1967年には、鈴木の助手として乙川弘文が日本より渡来、1970年まで禅心寺に駐在し、1971年から、ロスアルトスのハイク禅センターの住職へと赴任した。彼は1978年まで住職を務め、1979年には、ロスガトスの慈光寺に転任した。
その後の助手として1969年から1971年の間、片桐大忍が渡来した。片桐は1972年にミネアポリスにミネソタ禅センターを創設した。
1969年になると、桑港寺の総代会は、鈴木が西洋の参禅者たちにかまけ過ぎだとして、住職からの辞任を迫った。数ヶ月後、鈴木と西洋の参禅者たちは、300ページ通りに建物を購入して、シティ・センターとしてそこに移動した  。
1970年には、鈴木はベーカーを西洋系アメリカ人で唯一の法嗣とした。寂照・ビル・クォンも法嗣になる予定だったが、その前に鈴木が死去したため認定されず、鈴木の息子の鈴木包一によって認定された。
後に多くの言語に翻訳された『禅マインド・ビギナーズマインド』の刊行直後の1971年12月4日、鈴木がガンにより67歳で遷化した。鈴木は12年という短いアメリカ滞在期間であったが、アメリカでの曹洞禅を確立させた。

### ベーカー時代

#### グリーン・ガルチ農園創設
鈴木はベーカーに参禅者が仏教的な生活が送れるような農園の開設を託した。
1972年にグリーン・ガルチ・ファーム（蒼龍寺）を太平洋に面した谷、サウサリトに、ポラロイド社の創設者の1人、 ジョージ・ホイールライトより32万平米の土地を購入して開園させた。ベーカーはこれについてアメリカ仏教において重要な事と述べた。
メンバーはすぐに資金を調達して、坐禅堂・宿泊施設・有機農場・花園・種苗育成室・農場を建設した。
1976年にはギャロ・ペストリー社を購入して、1992年にジャスト・デザート社に売却、1999年に閉店した「タサハラ・ベーカリー」とした。

#### タサハラ・ベーカリー事業
タサハラ・ベーカリーは、タサハラ禅マウンテンセンターでの窯焼きを利用したベーカー提唱のベンチャー事業だった。
タサハラ禅マウンテンセンターは、1967年から参禅者や滞在者のためにパンを焼き、エドワード・エスプ・ブラウンによる『タサハラ朝食書』でも興味深く紹介された。
パンはグリーン・レストランや地域の販売店に搬入された。

#### グリーンズ（レストラン）事業
グリーンズ (レストラン)も1979年にサンフランシスコのフォートメイソンで開店させた、ベーカーによる禅センターの別のベンチャー事業である。
アメリカでの初期のベジタリアン料理の研究家は、エドワード・エスプ・ブラウンとデボラ・マディソンであり、2人は1987年に『緑のレシピ』という料理本を出した。
1980年代、グリーン・レストランはサンフランシスコで名の知れたレストランの1つだった。

#### 不倫による引責辞任
1983年5月、ベーカーはセンター幹部の妻との不倫を告発された。彼は否定したが、数人の会員の女性とも恋愛関係にあったと告発され、これらの意外な新事実により、彼は1984年に住職を辞任した。
また、1980年代に彼は一山ドーシーを得度させた。これは、一山がその後ハートフォード通り禅センターの住職になったことから、彼とロバート・ベイカー・エイトケンとの同性愛者への禅の影響についての問答が背景にあると推測される。
禅センターの当時のその他の事業としては、アーラヤ縫製所による坐蒲や座布団の製作販売、針仕事、グリーン・ガルチ農園の収穫物の販売などがあったが、2012年現在休止している。

### ベーカー後
ベーカーの辞任後は片桐がセンターを指導した。片桐の離任後の1986年からは、1983年にベーカーの最初の法嗣となったテンシン・レッド・アンダーソンが1988年まで単独住職を務めた。
1987年には、5床のベッドを備えたページ・ストリートにある宿泊所から禅ホスピス活動を始め、アメリカ最大規模の仏教ホスピスで25床以上あるラグーナ・ホンダ病院でも活動している。終末期にある何らかの信仰を持つ、あるいは無宗教の人に対して提供している。本活動の責任者は、フランク・オスタセスキーで、2004年まで務めた 。

#### 拳銃所持事件
アンダーソンは1983年から1987年にかかる事件に関与した。
ゴールデン・ゲート・パークをジョギングしながら通り抜ける間、繁みに入って小用を足そうとしたところ、頭に撃たれた傷跡がある死体と拳銃を発見した。
彼は警察に通報せず、数日間、死体観察瞑想を行い、また、拳銃を持ち帰った。
最終日に死体を見失うと共に、同僚から自殺事件の新聞記事を見せられた。
その後の1988年、彼がセンターの住職となって15ヶ月後、公の場で拳銃を使用した罪で逮捕された。
彼はセンターから1ブロック先で強盗が出たとの報告を受け、センターの車庫に拳銃を隠していたことを思い出し、取りに行った。その後、拳銃を持ちながら公営団地で強盗を捜して徘徊中、拳銃の不法所持の疑いで、数分後に警察に逮捕された。この事件は全米に報道され、彼の経歴に大いにマイナスとなった。
センターは彼に休職するよう求めた。半年後、彼は復帰した。2師による不祥事にセンターは衝撃を受け、共同住職制度の導入することにした。宗純・メル・ワイツマンは、彼の残り任期と、次の1995年までの任期の間、共同住職を務めた。
彼は本事件に関して次のように述べている。
「私は個人的、及び僧侶的の双方の面でこの問題に対処し続けています。何人かの人々は、私の行為が信頼を裏切ったとし、私の教化を支持しなくなった。その他の人々は寛容でした。が、私と私の誠実さに対する信頼は揺らぎ続けています。更に、新規参加者はこの事件を知って混乱し、私が師として適切かを疑問視しています。これらは、私及び私の横柄さや弱さ、肥大化に対する有効な注意喚起です。三宝を保護するための権限は私を権威化し、感覚を膨張させ、結果的に三宝を誹謗してしまいました。この古くからの捻られた業を、今公言します」
1990年代に、幹部会は律に基づき、「苦情と和解用の倫理の法則・手続き」を作成した。そして住職選挙制度を始めた。1995年には像穴・ノーマン・フィッシャーが住職となり、1996年には全慶・ブランチ・ハートマンが共同住職となった。
2000年には、天真・レブ・アンダーソンより1996年に法嗣と認定された慈光・リンダ・カッツが住職となった。
2003年には、宗純・メル・ワイツマンより1993年に法嗣と認定されたポール・ハラーが共同住職となった。
2012年8月13日、創設50周年法要を挙行。

## 提携関係
センターは非公式に下記の禅センターと提携している。
- バークレー禅センター
- ハートフォード通り禅センター
- 観音堂禅瞑想センター
- ソノアマウンテン禅センター

## 関連文献
- Chadwick, David (1999). Crooked cucumber : the life and Zen teaching of Shunryu Suzuki. Broadway Books. ISBN 0-7679-0104-5
- Fields, Rick (1986). How the Swans Came to the Lake. Random House. ISBN 0-394-74419-5
- Downing, Michael (2001). Shoes Outside the Door: Desire, Devotion, and Excess at San Francisco Zen Center. Washington, D.C.: Counterpoint. ISBN 1-58243-113-2
- Wenger, Michael (2001). Wind Bell: Teachings from the San Francisco Zen Center 1968-2001. North Atlantic Books. ISBN 1-55643-381-6